# Notodoris minor
Notodoris minor Eliot, 1904 è un mollusco nudibranchio della famiglia Aegiridae.